# Foudeqush (cantante)
Angela Paola Maldonado Flores (Monclova, 18 de enero de 1997), conocida artísticamente como Foudeqush, es una cantante, compositora y DJ mexicana destacada en la música latina, especialmente en los géneros y subgéneros del alternativo y adulto contemporáneo, ambient, reguetón, hyperpop, pop latino y trip hop, entre otras.Foudeqush es reconocida tanto por ser la vocalista femenina del grupo Kiddie Gang, como por su notable participación en la banda sonora de la película Black Panther: Wakanda Forever (2022), en la que interpretó los temas «Con La Brisa» y «No Digas Mi Nombre».

## Biografía
Angela Paola Maldonado Flores nació en Monclova, Coahuila, México, el 18 de enero de 1997. Influenciada por su entorno familiar, encontró en la música un interés desde temprana edad.Aunque su abuelo era cantante y guitarrista aficionado, y sus padres tenían gustos musicales variados, nadie en su familia se dedicaba profesionalmente a la música. A los ocho años, Foudeqush se inició en la gimnasia y posteriormente como porrista, desarrollando un interés por el baile y la actuación, además de la composición. A los 15 años, comenzó a tocar la guitarra como un pasatiempo.
Al finalizar la preparatoria, Foudeqush decidió estudiar música en la Universidad de Monterrey en 2016.A los 18 años, empezó a tocar guitarra clásica y, aunque no practicaba intensamente, comenzó a interesarse en el canto.Su nombre artístico surgió mientras buscaba un nombre de usuario en Instagram, inspirado por el nombre de escenario de la rapera estadounidense Doja Cat.  Paola combinó la palabra “fou” (“loca” en francés) con “deqush”, en referencia a la marihuana. También, ha mencionado como influencias a artistas como My Chemical Romance, Björk, Grimes y Crystal Castles.

## Trayectoria

### 2017-2019: Inicios junto a Kiddie Gang
Foudeqush, Kalifrn, LEE FLAME y Bear Macklin se conocieron en la Universidad de Monterrey y formaron Kiddie Gang.El grupo se estableció oficialmente en 2017, inicialmente haciendo música de manera informal. Su primera canción, «Siempre», fue estrenada el 4 de diciembre de 2017.
Durante 2018, Kiddie Gang lanzó sencillos independientes, entre ellos los notables «BENDITO» el 23 de febrero y «Morfina» el 5 de octubre, simultáneamente, el 27 de septiembre, Foudeqush lanzó su primer sencillo como solista, «Katana», para la compilación «Estudio 1070 Compilation II». En junio de 2019, Kiddie Gang firmó con el sello discográfico Finesse Records, relanzando sus obras previas en plataformas digitales a lo largo de ese mismo verano.
Kiddie Gang se presentó en varios festivales, incluyendo Homónimo en Monterrey, y realizó una minigira por Puebla, Guadalajara, Morelia, San Luis Potosí y Ciudad de México en 2019. También fueron anunciados para participar en el festival Axe Ceremonia durante 2020 en la Ciudad de México. El grupo cerró 2019 con el sencillo «Adicción», lanzado el 25 de octubre.

### 2020-2021: Carrera como solista
En los primeros meses de 2020, junto a Kiddie Gang, Foudeqush lanzó el sencillo «Licor y Hielos» el 12 de febrero, seguido por el primer EP del grupo, «Vertigo», el 21 de mayo bajo Finesse Records.
La pandemia de Covid-19 impulsó a Foudeqush a explorar su carrera como solista con mayor profundidad tras el anuncio de la salida de Bear Macklin de Kiddie Gang, seguido de la pausa indefinida del grupo. Editó «Makin Money» el 2 de octubre de 2020 como su primer sencillo oficial en solitario, seguido por «Puro Veneno» en noviembre y «Shorty» junto a Ochentay7 y Nsqk el 10 de diciembre.
Durante 2021, Foudeqush continuó por editar sencillos bajo Finesse Records, entre ellos «Tattoo» el 12 de marzo, «Lola Bunny» junto a Paul Marmota y «Mamixhula» el 3 de diciembre.

### 2022:Fosis Met Amory participación en la banda sonora deBlack Panther: Wakanda Forever
Foudeqush hizo de su EP debut «Fosis Met Amor» su primer lanzamiento en el 2022, estrenado el 22 de abril, junto con el primer sencillo «un sueño raro» y su video oficial.Foudeqush se embarcó en una pequeña gira para presentar su EP en escenarios locales, además de actuar como telonera para artistas como Girl Ultra y Princesa Alba.
Durante el año, recibió una llamada de su mánager, quien le comentó que Camilo Lara (Mexican Institute of Sound) la buscaba para algo relacionado con Marvel y la saga de Black Panther. En el estudio de grabación, Foudeqush conoció a Ludwig Göransson y escribió «Con La Brisa» en tan solo 30 minutos mientras Ludwig tocaba la pista instrumental. También escribió un verso para «No Digas Mi Nombre» de Calle x Vida.
Foudeqush expresó sentirse ''desesperanzada'' después de que la primera ronda de sencillos de la banda sonora de Black Panther: Wakanda Forever fuera lanzada sin incluir su pista ni recibir noticias al respecto.Las canciones fueron finalmente publicadas junto con la banda sonora y la película el 11 de noviembre de 2022. Su tema «Con La Brisa» fue incluido en la escena de Talokan, lo que despertó un mayor interés entre la audiencia y prensa internacional.

### 2023-2024: Actualidad
Foudeqush abrió 2023 con dos versiones acústicas de «Mamixhula» y «mercedes blanco», esta última de su EP «Fosis Met Amor», para Apple Music en su serie «Apple Music Home Sessions», el 24 de enero. Lanzó «daydreaming» el 3 de febrero junto a su video oficial.
Durante 2023, Foudeqush continuó lanzando sencillos mientras continuaba como telonera para Girl Ultra en su gira «El Sur Tour» en varias ciudades de Estados Unidos. También se presentó en el Axe Ceremonia por primera vez, luego de que su primera participación anunciada junto a su grupo Kiddie Gang fuera cancelada en 2020. El 26 de mayo, lanzó «Cumbia Aesthetic» junto al guatemalteco Jesse Baez, acompañado de un video oficial. Esta canción fue incluida por Pitchfork en su lista de mejores canciones de artistas latinos en 2023.
El último movimiento de Foudeqush en 2023 fue su sencillo «rangeover», que parecía ser el primer sencillo de su segundo EP. Sin embargo, Foudeqush anunció a través de su canal de difusión de Instagram que el proyecto se retrasaría hasta 2024.

## Discografía

### Extended Plays
| Título         | Detalles |
| -------------- | --- |
| Fosis Met Amor | - Publicado: 22 de abril de 2022 - Sello discográfico: Finesse Records - Formato: Descarga digital, streaming      |
| ANGELA         | - Publicado: 13 de septiembre de 2024 - Sello discográfico: Finesse Records - Formato: Descarga digital, streaming |

### Sencillos

#### Como artista principal
| Título                                               | Año  | Álbum                                                       |
| ---------------------------------------------------- | ---- | ----------------------------------------------------------- |
| «Katana»                                             | 2018 | Estudio 1070 Compilation                                    |
| «Makin Money»                                        | 2020 | Sencillo sin álbum                                          |
| «Puro Veneno»                                        | 2020 | Sencillo sin álbum                                          |
| «Tattoo»                                             | 2021 | Sencillo sin álbum                                          |
| «Lola Bunny» (Con Paul Marmota)                      | 2021 | Sencillo sin álbum                                          |
| «Mamixhula»                                          | 2021 | Sencillo sin álbum                                          |
| «un sueño raro»                                      | 2022 | Fosis Met Amor - EP                                         |
| «Con La Brisa» (Con Ludwig Göransson)                | 2022 | Black Panther: Wakanda Forever - Music From and Inspired By |
| «Con La Brisa (Film Version)» (Con Ludwig Göransson) | 2022 | Black Panther: Wakanda Forever (Original Score)             |
| «inmortal»                                           | 2022 | Fosis Met Amor - EP                                         |
| «Mamixhula (Apple Music Home Session)»               | 2023 | Apple Music Home Session: Foudeqush                         |
| «mercedes blanco (Apple Music Home Session)»         | 2023 | Apple Music Home Session: Foudeqush                         |
| «Daydreaming»                                        | 2023 | Sencillo sin álbum                                          |
| «cumbia aesthetic» (Con Jesse Baez)                  | 2023 | Sencillo sin álbum                                          |
| «rangeover»                                          | 2023 | Sencillo sin álbum                                          |
| «TONY MONTANA»                                       | 2024 | ANGELA - EP                                                 |
| «MMM» (Con Girl Ultra)                               | 2024 | ANGELA - EP                                                 |

#### Como artista invitado
| Título                                                                            | Año  | Álbum                                                       |
| --------------------------------------------------------------------------------- | ---- | ----------------------------------------------------------- |
| «Shorty» (Ochentay7 featuring Foudeqush & Nsqk)                                   | 2020 | Sencillo sin álbum                                          |
| «Me Has Disparado» (Ochentay7 featuring Foudeqush & OPYI)                         | 2020 | Trap House Vol. 2                                           |
| «ADN» (Alex Olloqui featuring Bear Macklin & Foudeqush)                           | 2021 | Sencillo sin álbum                                          |
| «No Más» (Paul Marmota featuring Foudeqush)                                       | 2021 | Zona III                                                    |
| «t(nwn)±» (yung gasper featuring Foudeqush & Mixie)                               | 2022 | placida - EP                                                |
| «La Kumbia Kawaii» (Hamvre featuring Foudeqush)                                   | 2022 | Sencillo sin álbum                                          |
| «Eternity (disjointed memories)» (Fallen Roses featuring Foudeqush & Sleepdealer) | 2022 | A Day to Remember                                           |
| «Fantasía» (Pollo Bruxo featuring Foudeqush)                                      | 2022 | Lapeste                                                     |
| «No Digas Mi Nombre» (Calle x Vida featuring Foudeqush)                           | 2022 | Black Panther: Wakanda Forever - Music From and Inspired By |
| «ASESINA» (Charly Gynn featuring Foudeqush)                                       | 2023 | Sencillo sin álbum                                          |
| «Bolero» (Mexican Institute of Sound featuring Foudeqush & Esteman)               | 2024 | Sencillo sin álbum                                          |
| «La Balada» (bob junior featuring Foudeqush)                                      | 2024 | friends, vol. 1                                             |